# Ypke Gietema
Ypke Hein Gietema (Maarn, 4 januari 1942 – 9 maart 2013) was een Nederlands politicus. Namens de Partij van de Arbeid was hij van 1978 tot 1992 wethouder van Groningen.

## Leven en werk

### Jeugd, studie, start loopbaan
Gietema was de zoon van predikant Hein Gietema (1914–1999) en Joke Schouten (1914–1999). Hij werd geboren in het Utrechtse Maarn en groeide vanaf zijn achtste op in het Friese Cornjum, waar zijn vader predikte. Na de HBS in Leeuwarden doorlopen te hebben, studeerde hij sociologie aan de Rijksuniversiteit Groningen en werd hij in 1969 docent en onderwijscoördinator bij de toenmalige Academie voor Sociale en Culturele Arbeid (ASCA) in Groningen. In 1974 werd hij gekozen tot raadslid van de gemeente Groningen. Hij stond op de kandidatenlijst op een twintigste plaats, te laag om direct gekozen te worden. Nadat twee gekozen partijgenoten en de eerste twee opvolgers (waaronder Bert Middel) afzagen van hun benoeming werd de op dat moment 32-jarige Gietema toch raadslid. Kort na zijn benoeming werd hij door zijn fractiegenoten gekozen tot fractievoorzitter.

### Wethouderschap in Groningen
In 1978 volgde Gietema zijn partijgenoot Max van den Berg op als wethouder van Ruimtelijke ordening. Gietema ontwikkelde zich tot een van de drijvende krachten achter verschillende – vaak controversiële – bouwprojecten in Groningen, zoals de nieuwbouw van het Groninger Museum, het hoofdkantoor van de PTT (later KPN Borg) en de woonflats De Brink. Hij raakte in conflict met krakers, onder andere van het Wolters-Noordhoff Complex in het centrum van Groningen, die hij in het Nieuwsblad van het Noorden bestempelde als 'geteisem' nadat ze bij hem thuis ruiten hadden doorgegooid. In Groningen werd hij zowel geprezen als verguisd. Zijn bevlogenheid voor het bouwen werd geroemd, zijn wijze van discussieren en gebrek aan bereidheid naar anderen te luisteren bekritiseerd. Als wethouder werd hij in 1981 veroordeeld tot een half jaar voorwaardelijke rijontzegging en een boete nadat hij onder invloed twee rode stoplichten had genegeerd.
Gietema raakte in augustus 1990 verzeild in een politiek relletje over de kosten van de inrichting van de wethouderskamers. Het tijdschrift Eigen Huis en Interieur onthulde dat zijn vergadertafel en de bijbehorende stoelen samen meer dan 5.300 gulden hadden gekost. De oppositiepartij GroenLinks eiste opheldering. Het genoemde bedrag werd door de betrokken meubelontwerper betwist. Gietema noemde de kritiek "onzinnig".
In 1992 trad Gietema af naar aanleiding van de Groninger Kredietbank-affaire. In datzelfde jaar ontving hij de Rotterdam-Maaskantprijs voor zijn bijdrage aan de architectuur.

### Latere leven
Na zijn vertrek als wethouder kreeg Gietema te kampen met ziekte. Later hield hij zich bezig met "het realiseerbaar maken van voor de samenleving belangrijke zaken in de ruimste zin des woords en dat vooral met betrekking tot vormgeving en inrichting van de openbare ruimte". In 1996 was hij jury-voorzitter van de tweejaarlijkse Omgevingsarchitectuurprijs. Een functie in de landelijke politiek heeft hij, naar eigen zeggen, nooit geambieerd. "Laat mij maar lekker klooien in de provincie", was zijn lijfspreuk.
Over Gietema werd in 2007 door Jasper Huizinga en Lotte Veltman de documentaire "Ypke" gemaakt.
Gietema overleed op 9 maart 2013 op 71-jarige leeftijd aan de gevolgen van kanker.